# IBM Watson Explorer
IBM Watson Explorer，其前身是Vivisimo，融合了IBM的面版介面，最大特點為索引同時可分析及顯示數據，並揭露未顯示的外部連結。此后发展成了三个部分，oneWEX，Foundational Components 和 Analytical Components ，支持 AIX，Linux 和 Windows 操作系统。目前最新版本是12.0.2。无需註冊就能下載試用版。

## 外部連結
- IBM Watson Explorer（页面存档备份，存于）